# Teunbaun
Teunbaun is een bestuurslaag in het regentschap Kupang van de provincie Oost-Nusa Tenggara, Indonesië. Teunbaun telt 2104 inwoners (volkstelling 2010).